# Zavhan
Il fiume Zavhan o Zavhan gol (in mongolo Завхан гол) si trova nella Mongolia occidentale; è formato dalla confluenza del fiume Bujant gol (che nasce dal monte Undėr-Ulzijt uul, 3.531 m) con il Šar-Usny gol. Proviene dalla provincia di Bajanhongor, delimita gran parte del confine tra le province del Gov’-Altaj e del Zavhan, sfiora l'Hovd ed entra nella provincia dell'Uvs dove sfocia con un delta nell'Ajrag nuur (alle coordinate: 48.856111°N 93.344444°E) alimentando di conseguenza anche l'altro lago comunicante, il Hjargas nuur. Il fiume, che è il più grande della Mongolia occidentale, ha una lunghezza di 808 km